# معركة شهرزور
<ref><ref>'معركة شهرزور : احد الحروب العرب ضد الفرس في الجاهلية وقعة في سنة 245م بين قبيلة قضاعة بقيادة الضيزن بن معاوية القضاعي و الفرس بقيادة السابور ذو الاكتاف انتهت بأنتصار قضاعة و سقوط مدينة نهرشوفتك واسر اخت السابور .